# Atretium yunnanensis
Espèce
Synonymes
- Atretium schistosum var. yunnanensis Anderson, 1879

Statut de conservation UICN

 LC  : Préoccupation mineure
Atretium yunnanensis est une espèce de serpents de la famille des Natricidae. 

## Répartition
Cette espèce est endémique de l'Ouest du Yunnan en République populaire de Chine. Elle se rencontre entre 800 et 1 400 m d'altitude.
Sa présence est incertaine en Birmanie.

## Description
Dans sa description Anderson indique que les spécimens en sa possession mesurent environ 75 cm dont 15 cm pour la queue. Son dos est uniformément brun olivâtre foncé et sa face ventrale jaune.

## Étymologie
Son nom d'espèce, composé de yunnan et du suffixe latin -ensis, « qui vit dans, qui habite », lui a été donné en référence au lieu de sa découverte, la province du Yunnan.

## Publication originale
- Anderson, 1879 "1878" : Anatomical and Zoological Researches: Comprising an Account of the Zoological Results of the Two Expeditions to Western Yunnan in 1868 and 1875; and a Monograph of the Two Cetacean Genera Platanista and Orcella, London, Bernard Quaritch vol. 1 (texte intégral) et vol. 2 (texte intégral).